# Marco Musuro
Marco Musuro (en griego: Μάρκος Μουσοῦρος Markos Mousouros; en italiano: Marco Musuro; c. 1470–1517) fue un erudito y filósofo griego nacido en Rétino, Castello, Reino de Candía, Creta.

## Vida
Hijo de un rico mercader, a corta edad Musuro se convirtió en alumno de Andrés Juan Láscaris, en Venecia. En 1505, Musuro se convirtió en profesor de lengua griega en la Universidad de Padua. Erasmo, que había presenciado sus conferencias allí, atestigua su conocimiento del latín. Sin embargo, al cerrar la universidad en 1509 durante la Guerra de la Liga de Cambrai, regresó a Venecia, donde ocupó un cargo similar.
En 1512 fue profesor de lengua griega en Venecia: en esa época publicó, a través de Aldo Manucio, impresor y editor contemporáneo, su edición de Platón. Fue la primera vez que se imprimieron los Diálogos en griego.
En 1516 Musuro fue llamado a Roma por el papa León X, donde enseñó en el Colegio Griego del Quirinal (Gimnasio) y fundó una imprenta griega. En reconocimiento a un poema en griego antepuesto a la editio princeps de Platón, León lo nombró arzobispo de Monemvasía (Mlvasía) en el Peloponeso pero murió antes dejar la península itálica.
Desde 1493, Musuro fue socio del célebre impresor Aldo Manucio y perteneció a la Neacademia (Academia Aldina de Helenistas), una sociedad fundada por Manucio y otros eruditos para promover los estudios griegos. Muchos de los clásicos de la Aldina se publicaron bajo supervisión de Musuro, y se le atribuyen las primeras ediciones de los escolios de Aristófanes (1498), Ateneo (1514), Hesiquio de Alejandría (1514) y Pausanias (1516). Se dice que la letra de Musuro fue el modelo para la tipos griegos de Aldo. Entre sus composiciones originales Musuro escribió un epigrama dedicatorio para la edición de Zacharias Kallierges del Etymologicum Magnum, en que alaba el genio de los cretenses.
Musuro murió en Roma.